# Запдос

Запдос

Запдос англ. Zapdos, (Thunder|サンダ) — це вигадана істота, що належить до покемонів першого покоління і має порядковий номер 145 зі 151 покемонів першого покоління і 729 всіх семи. Його ім'я складається з двох слів, перше з яких відображає звучання електричного струму, а друге - два іспанською (у загальному списку Запдос другий серед трьох легендарних покемонів-птахів). Уперше він з'являється у відеоіграх компанії Nintendo 1996 року, а також в однойменному мультсеріалі. Франшиза Запдоса використана у багатьох карткових іграх та при створенні іграшок і брелоків.

## Загальна характеристика
Запдос — це великий покемон-птах, схожий на одуда або колібрі, з розчепіреним пір'ям на крилах і хвості та довгим дзьобом. Має жовте і чорне пір'я і чорні очі. Це дуже рідкісний покемон. Він є одним з трьох легендарних покемонів-птахів першого покоління. За легендою, Запдос народився під час удару блискавки із грозової хмари. Інша легенда розповідає, що завдяки йому з'явилось життя: від удару його блискавки у воду утворились білки. Цього покемона дуже важко спіймати, адже він дуже сильний, його може втримати лише ультрабол. Запдос не еволюціонує. Належить до типів електричного і літаючого. Його особливою властивістю є вплив, що допомагає йому використовувати найсильніші атаки супротивників навіть на покемонах, які мають до них імунітет. Зріст покемона приблизно 160 см, а вага — 52,6 кг. Судячи з його типу, запдосу простіше перемагати водних, бойових, інших літаючих та покемонів-комах, а програватиме він найчастіше іншим електричним, кам'яним і покемонам-драконам. Мешкає на острові Блискавки, який є одним з островів Шамуті Помаранчевого архіпелагу, але його можна зустріти під час сильних гроз чи біля електростанцій.
У регіоні Галар (8 регіон) запдос втратив здатність літати через велику кількість забрудненого повітря Галару та через тумани (алюзія на індутріальну революцію Братанії), у нього тип електричний замінився на бойовий, ноги стали більш потужними, а тіло стало помаранчевого кольору 

## Атаки
- Стрімкість - запдос атакує ворога на великій швидкості;

- Свердлячий дзьоб - запдос свердлить ворога своїм дзьобом;

- Світловий екран - запдос створює перед собою захисний екран, що світиться жовтим і відбиває атаку супротивника на нього самого, підсиливши її у декілька разів;

- Грім - запдос атакує супротивника потужним електричним променем, під час чого чутно грім;

- Електрошок - запдос застосовує проти ворога електричний струм;

- Блискавка - запдос б'є ворога блискавкою;

- Удар блискавки - Запдос оточує себе електрикою, а потім стріляє у ворога невеликими блискавками, що завдають тому велику шкоду.